# Variabilisatie
De term variabilisatie wordt meestal gebruikt voor een maatregel om een vaste prijs voor het gebruik of verbruik van goederen, diensten, energie of infrastructuur geheel of gedeeltelijk om te zetten naar een variabele prijs. De vaste prijs wordt berekend over een bepaalde periode, ongeacht de daadwerkelijke afname. De variabele prijs wordt daarentegen berekend op basis van de daadwerkelijke afname.  
Voordelen van deze prijsvariabilisatie zijn dat de kosten eerlijker worden verdeeld over de verschillende afnemers en dat het prijsmechanisme vaak leidt tot zuiniger of bewuster gebruik en verbruik. Nadeel is dat het gebruik of verbruik per afnemer bijgehouden moet worden. Dat kan leiden tot discussies over de juistheid van de gemeten afname en biedt mogelijkheden tot fraude. 
Er zijn ook andere vormen van variabilisatie. Dan spreekt men ook wel over gedifferentieerde tarieven, maar dat moet niet worden verward met prijsdifferentiatie. Hieronder volgen verschillende voorbeelden van variabilisatie.

## Variabilisatie van heffingen en belastingen
Variabilisatie speelt een belangrijke rol bij milieuheffingen en belastingen op een milieugrondslag in Nederland. Waar mogelijk worden milieuheffingen berekend op basis van de gemeten of geschatte hoeveelheid afval, in plaats van een vast bedrag per huishouden. Dit moet burgers aanzetten tot het verminderen van hun hoeveelheid afval. Een bekend voorbeeld is de diftar bij de afvalinzameling, zoals die in veel Nederlandse gemeenten geldt. 

## Variabilisatie van pensioenuitkeringen
Een bijzondere vorm van variabilisatie speelt bij de Nederlandse pensioenuitkeringen. Hierbij wordt de pensioenuitkering tijdelijk verhoogd ter compensatie van het AOW-gat dat ontstaat als gevolg van de versnelde verhoging van de AOW-leeftijd. 

## Variabilisatie van autokosten
Variabilisatie van autokosten is een wens van de Nederlandse overheid en enkele belangenorganisaties om de negatieve effecten van autogebruik te verminderen. De kosten waarmee automobilisten te maken hebben, vallen uiteen in:
- vaste autokosten, die de eigenaar van een auto moet betalen, ongeacht hoeveel de auto wordt gebruikt. Dit betreft de aanschaf, periodieke verzekeringspremies, belastingen (in Nederland zijn dat de MRB en de BPM) en keuringen (in Nederland de APK).
- variabele autokosten, die afhangen van de hoeveelheid autogebruik. Dit zijn vooral de brandstofkosten, de eventuele tolgelden en de onderhoudskosten.

Uit theoretisch onderzoek blijkt dat gelijktijdige verlaging van de vaste autokosten en verhoging van de variabele autokosten door wegbeprijzing, kan leiden tot flinke afname van verkeerscongestie, luchtvervuiling en het aantal verkeersdoden, zonder lastenverzwaring voor de gemiddelde automobilist. Volgens een enquête in 2018/2019 is een meerderheid van de Nederlanders voorstander van het betalen per gereden kilometer in plaats van een vast bedrag per auto. Daarbij gaat de voorkeur uit naar een  vast tarief per kilometer, onafhankelijk van plaats, tijd of CO2-uitstoot.

## Variabilisatie van ICT-kosten
Grote bedrijven hebben vaak geïnvesteerd in een eigen ICT-afdeling en eigen ICT-voorzieningen. De kosten daarvan, zoals salarissen, licenties en afschrijvingen, zijn grotendeels vast. Als de omzet van het bedrijf tegenvalt, bijvoorbeeld als gevolg van concurrentie, disruptie of een recessie, kan het bedrijf deze kosten niet gemakkelijk terugschroeven. In een dynamische markt bestaat daarom de behoefte om de ICT-kosten te variabliseren naar het daadwerkelijk ICT-gebruik. Dit kan door gehele of gedeeltelijk uitbesteding van de ICT-diensten, al of niet op basis van cloudcomputing.